# Muñana
Muñana – gmina w Hiszpanii, w prowincji Ávila, w Kastylii i León, o powierzchni 33,61 km². W 2011 roku gmina liczyła 489 mieszkańców.